# Liste des E 37500
Cette page est une annexe de l'article « E 37500 ».

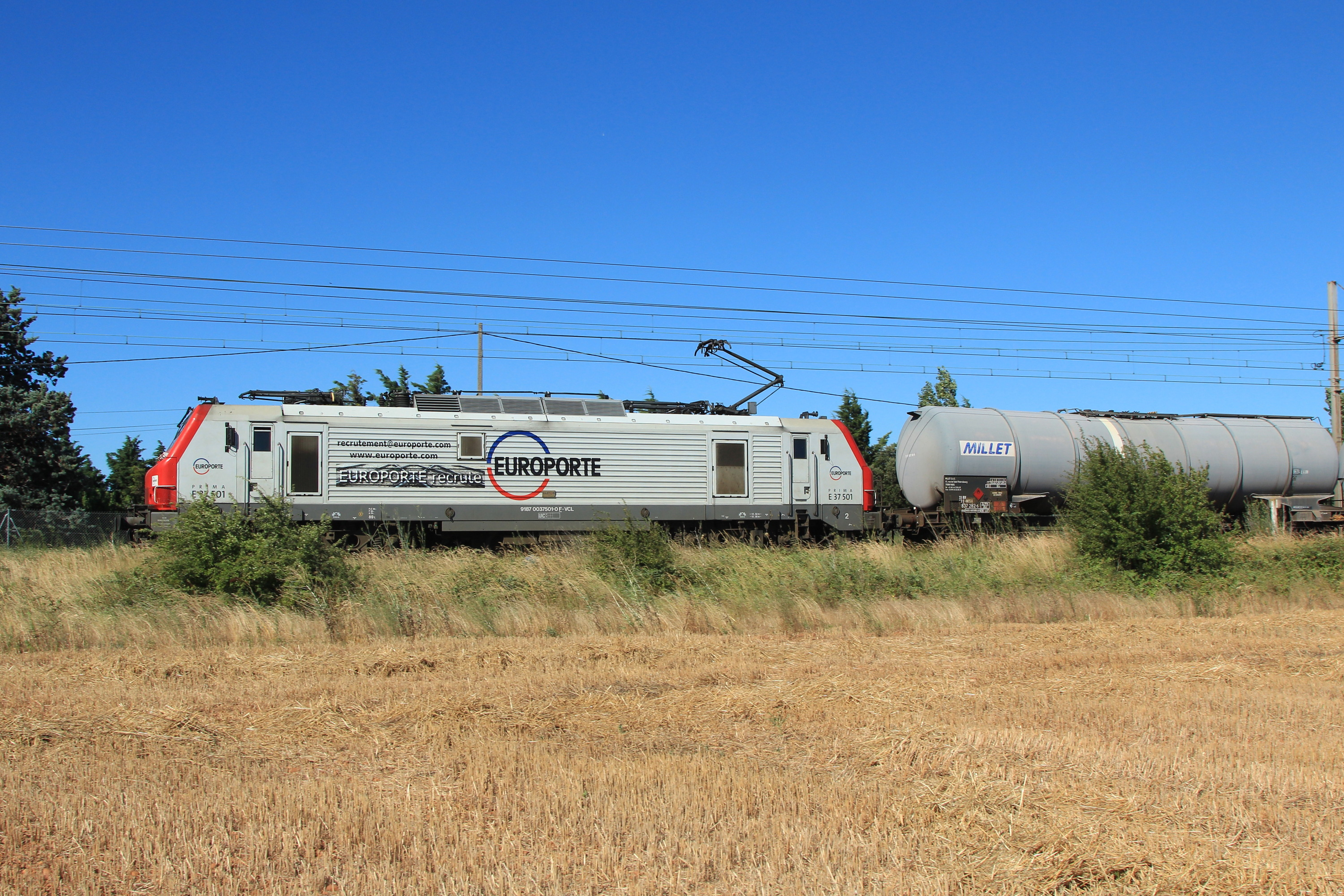
Une locomotive E 37500 en livrée Europorte avec publicité sur le recrutement.

Cette liste recense les éléments du parc de E 37500, locomotive électrique appartenant à Europorte et CB Rail.

## État du matériel au 01/07/2025
Les 31 E 37500 sont gérées par contrat des deux opérateurs ferroviaires privés par la « Supervision technique de flotte tiers (Masteris) » (abrégé « SFT ») de la Société nationale des chemins de fer français (SNCF).
| Motrices | Propriétaire | Mise en service   | Radiation | Livrée          | STF          | Baptême (Date) | Location                           |
| -------- | ------------ | ----------------- | --------- | --------------- | ------------ | -------------- | ---------------------------------- |
| 37501    | Europorte    | 24 aout 2006      | /         | Europorte       | STF Masteris |                |                                    |
| 37502    | Europorte    | 10 octobre 2006   | /         | Europorte       | STF Masteris |                |                                    |
| 37503    | Europorte    | 1er novembre 2006 | /         | Europorte       | STF Masteris |                |                                    |
| 37504    | Europorte    | 11 novembre 2006  | /         | Europorte       | STF Masteris |                |                                    |
| 37505    | Europorte    | 30 janvier 2007   | /         | Europorte       | STF Masteris |                |                                    |
| 37506    | Akiem        | 23 juillet 2007   | /         | Rouge CB Rail   | STF Masteris |                | Captrain France                    |
| 37507    | Akiem        | 27 juillet 2007   | /         | Rouge CB Rail   | STF Masteris |                | Captrain France                    |
| 37508    | CB Rail      | 2008              | /         | Rouge CB Rail   | STF Masteris |                | Europorte                          |
| 37509    | Europorte    | 31 mars 2008      | /         | Europorte       | STF Masteris |                |                                    |
| 37510    | CB Rail      | 2008              | /         | Rouge CB Rail   | STF Masteris |                | Europorte                          |
| 37511    | Akiem        | 14 avril 2008     | /         | Transdev        | STF Masteris |                | Transdev Rail Sud Inter-Métropoles |
| 37512    | CB Rail      | 2 mai 2008        | /         | Blanche CB Rail | STF Masteris |                | Europorte                          |
| 37513    | Akiem        | 12 juin 2008      | /         | Rouge CB Rail   | STF Masteris |                | Captrain France                    |
| 37514    | CB Rail      | 2008              | /         | Blanche         | STF Masteris |                | Europorte                          |
| 37515    | CB Rail      | 22 aout 2008      | /         | Rouge CB Rail   | STF Masteris |                | RégioRail                          |
| 37516    | CB Rail      | 29 aout 2008      | /         | Blanche         | STF Masteris |                | Europorte                          |
| 37517    | CB Rail      | 2008              | /         | Rouge           | STF Masteris |                | Europorte                          |
| 37518    | CB Rail      | 26 mai 2009       | /         | Rouge CB Rail   | STF Masteris |                | Europorte                          |
| 37519    | Akiem        | 2008              | /         | Rouge           | STF Masteris |                | Regiorail                          |
| 37520    | CB Rail      | 2008              | /         | Rouge CB Rail   | STF Masteris |                | RégioRail                          |
| 37521    | CB Rail      | 2008              | /         | Blanche CB Rail | STF Masteris |                | Europorte                          |
| 37522    | Akiem        | 27 décembre 2008  | /         | Blanche         | STF Masteris |                | Europorte                          |
| 37523    | CB Rail      | 21 janvier 2009   | /         | Blanche         | STF Masteris |                | Europorte                          |
| 37524    | Akiem        | 27 janvier 2009   | /         | Rouge CB Rail   | STF Masteris |                | Garée GBE Belfort                  |
| 37525    | CB Rail      | 18 février 2009   | /         | Blanche CB Rail | STF Masteris |                | Europorte                          |
| 37526    | CB Rail      | 2009              | /         | Blanche CB Rail | STF Masteris |                | Europorte                          |
| 37527    | CB Rail      | 26 mai 2009       | /         | Blanche         | STF Masteris |                | Europorte                          |
| 37528    | CB Rail      | 26 mai 2009       | /         | Blanche         | STF Masteris |                | Europorte                          |
| 37529    | Akiem        | 25 mars 2009      | /         | Rouge           | STF Masteris |                | RégioRail                          |
| 37530    | Akiem        | 2009              | /         | Rouge           | STF Masteris |                | RégioRail                          |
| 37531    | Akiem        | 2009              | /         | Rouge           | STF Masteris |                | Captrain France                    |